# 馬德雷德迪奧斯河

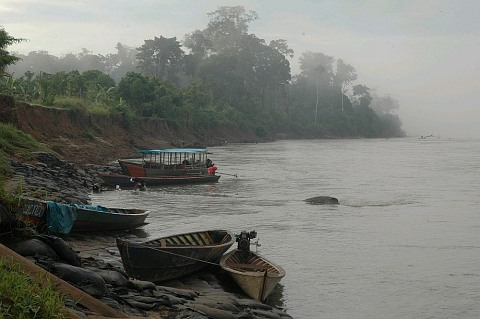
馬德雷德迪奧斯河

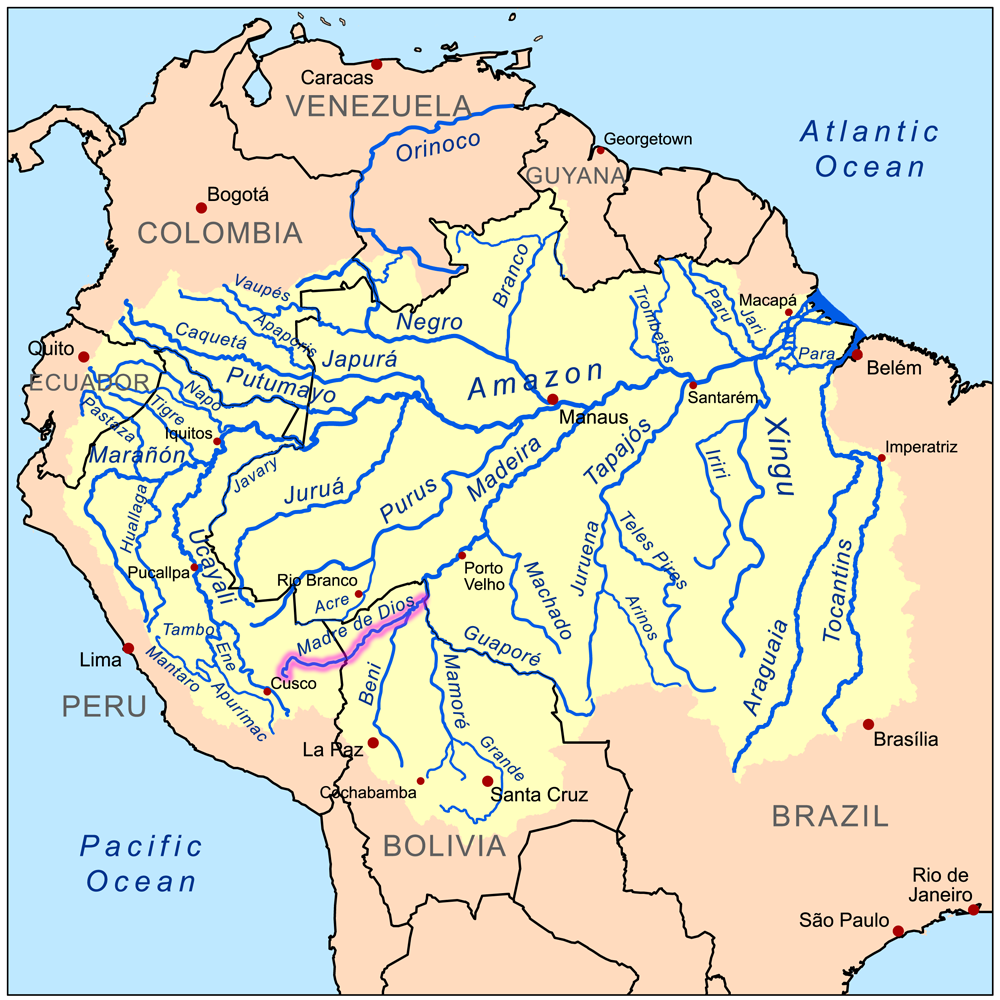
馬德雷德迪奧斯河位置（紫色範圍）

馬德雷德迪奧斯河（西班牙語：Río Madre de Dios）是南美洲的河流，位於亞馬遜河盆地，屬於貝尼河的支流，河道全長1,150公里，集水區面積超過100,000平方公里，流經秘魯和玻利維亞。

## 外部連結
- Madre de Dios Watershed at NASA Earth Observatory
- Stroud Water Research Center Project in Madre de Dios, Peru

12°17′S 70°52′W / 12.283°S 70.867°W